# Frigoglass
Frigoglass este o companie producătoare de vitrine frigorifice din Grecia.
Compania activează în 19 țări și a avut vânzări de 337,5 milioane euro în 2009 și 487,8 milioane euro în 2008.
Frigoglass are sediul central în Atena și desfășoară activități de producție în 10 țări din trei continente, comercializarea produselor făcandu-se în peste 100 de state din întreaga lume.

## Frigoglass în România
Compania este prezentă și în România, unde deține companiile 3P Frigoglass, cu 71 de angajați în 2007, și Frigoglass Romania, cu peste 740 de salariați, unde produce mase plastice și vitrine frigorifice.
Reprezentanța din România a fost înființată în anul 1995.
Frigoglass Romania a consemnat în 2007 o cifră de afaceri de 294,5 milioane lei